# باباي (مجلة)
مجلة باباي هي مجلة سعودية أسبوعية تصدر عن شركة يونگ فيوتشر المحدودة، وتوزعها تهامة للتوزيع. توجه المجلة للأطفال من سن الثامنة إلى ما فوق العشرين، دون إشارة صريحة لذلك في المجلة.
تعتمد المجلة على نشر القصص الكرتونية من بطولة باباي، أو عدة قصص قصيرة، أو صفحات فقط، لا توجد إشارة إلى هيئة التحرير أو إلى تاريخ الصدور لكل عدد، لكن هناك ترقيم خاص بكل عدد. تخلو المجلة من المقترحات ومن إشارة إلى المؤلف أو الرسام، كما تخلو من المسابقات لكنها تحوي صفحات للتلوين، أو توصيل الأرقام والحروف مثل أكمل الرسم، جميعها مستوحاة من شخصية باباي وصديقته، ليست للمجلة ملاحق ولا توجد مساهمات القراء، ولا تحوي المجلة شعاراً.